# 森脇由紀
森脇 由紀（もりわき ゆき、1974年7月13日 - ）は、埼玉県出身の女優、声優。劇団青年座所属。

## 人物
女子美術大学付属高校、女子美術大学芸術学部絵画学科洋画専攻卒。青年座研究所23期卒。
趣味は絵を描く事、歌う事、着付け(自装、他装)。

## 出演

### 映画
- リング0 バースデイ（2000年）
- 陸に上った軍艦（2007年） - 山倉の妻 役

### テレビドラマ
- 本当にあった怖い話（1992年）
- 蘇える金狼（1999年）
- 女優（1999年）
- 仮面ライダーアギト 第15話（2001年）
- 飛鳥へ、そしてまだ見ぬ子へ（2005年）
- 篤姫（2008年） - 伊集院須賀 役
- 天使の代理人 第1話（2010年） - 良子 役
- 検事・鬼島平八郎 第1話「子連れ検事の挑戦」（2010年）
- ATARU 第1話「謎の青年が呟く殺人事件のキーワード! 世界初の新感覚ミステリ登場」（2012年）
- 相棒 Season 12 第7話「目撃証言」（2013年） - 佐野陽一の妻 役
- 刑事7人 第1話「最後の時効…刑事ドラマの新しい挑戦が今始まる!!」（2015年） - 中嶋彩香 役
- 中学生日記
- 行列の女神〜らーめん才遊記〜 第3話、第5話（2020年5月4日・18日、テレビ東京） - HCS講師陣メンバー 役
- おじさんはカワイイものがお好き。第3話（2020年8月27日、読売テレビ）
- 二月の勝者-絶対合格の教室- 第8話（2021年12月4日、日本テレビ） - 田中多香子 役

### 舞台
- 椿姫（2003年）
- フユヒコ（2003年） - 寺田秋子 役
- 友達（2004年） - 次女 役
- 夫婦レコード（2004年 - 2006年） - 中村君子 役
- もとの黙阿弥（2005年）
- にゃ次郎の恋（2006年）
- ル坂の三兄弟（2006年）
- 悔しい女（2007年） - 斉木緑 役
- その受話器はロバの耳（2009年） - 片瀬英里 役
- つちのこ（2010年、2013年） - 荒川紗江子 役
- 見よ、飛行機の高く飛べるを（2014年）
- 美しきものの伝説
- カトレア
- 痕
- Knob
- 重力の箱
- マンチュリア

### CM
- ポーラ
- 郵政省

### 吹き替え
- 最低で最高のサリー